# Silvesterlauf von Werl nach Soest
Der Silvesterlauf von Werl nach Soest ist ein Volkslauf und mit jährlich rund 6000 Teilnehmern der größte Silvesterlauf Deutschlands. Der Lauf wurde 1982 von der Westfalenpost ins Leben gerufen. Er führt über die ehemalige Bundesstraße 1 von der Werler Stadthalle auf den Soester Marktplatz.

## Strecke und Organisation
Der Start des 15-km-Laufes erfolgt in der Schützenstraße in Werl, direkt neben der Stadthalle. Von dort aus geht es nach Süden auf die Landesstraße 795, die im späteren Verlauf in die Landesstraße 969 mündet. Die Landesstraße 969 zählte vor dem Jahr 2015 zur Bundesstraße 1, weshalb sie von den Anwohnern als alte Bundesstraße bezeichnet wird. Im weiteren Verlauf erreicht man Westönnen, den letzten Ortsteil von Werl, bevor man im weiteren Verlauf Ostönnen, den ersten Ortsteil der Stadt Soest erreicht. Anschließend durchqueren die Teilnehmer den nächsten Ortsteil, das Dorf Ampen, um dann auf dem Marktplatz in der Kernstadt von Soest im Ziel einzulaufen.

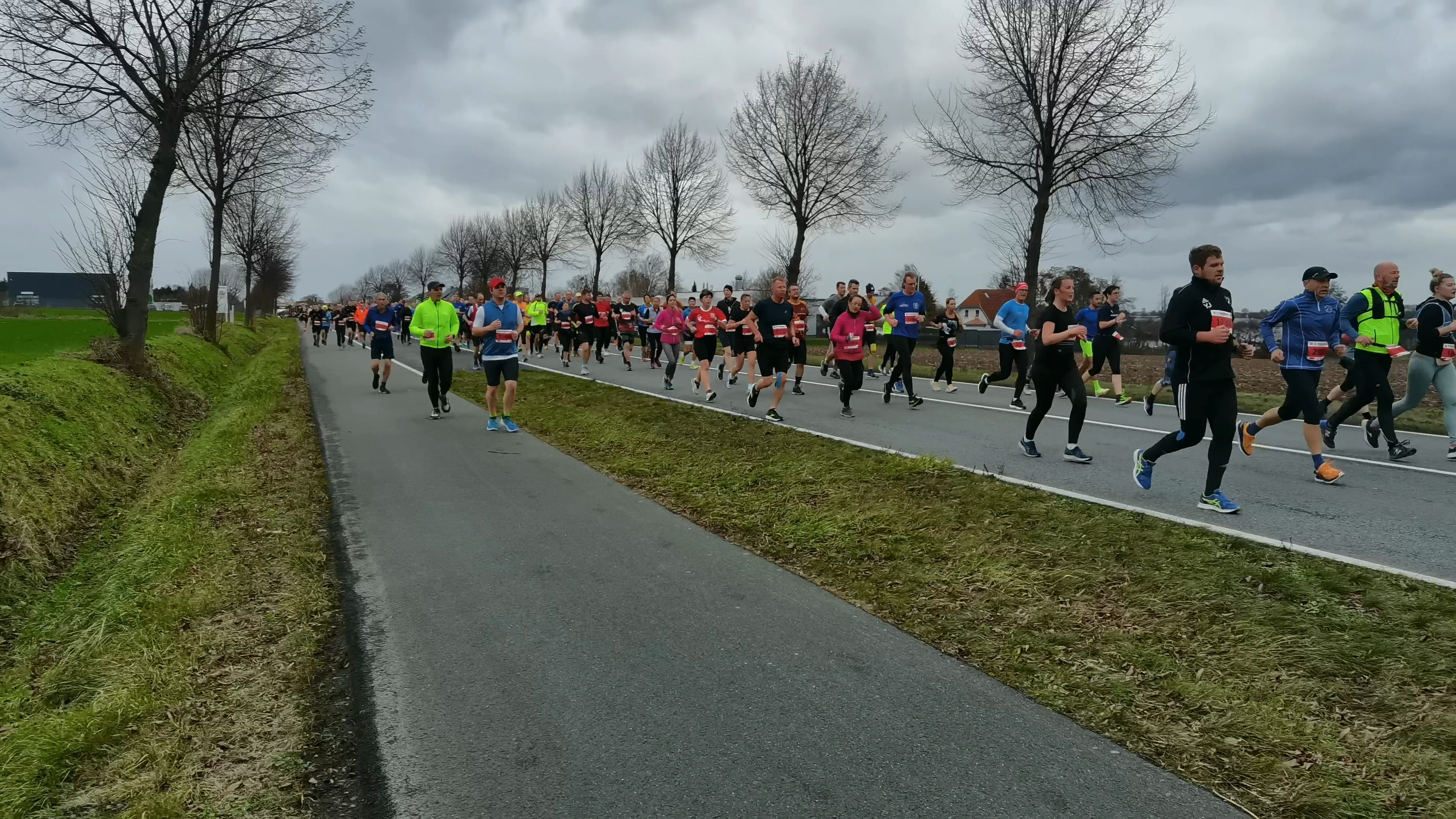
Läufer beim Silvesterlauf 2022 auf der alten Bundesstraße 1.

Die Streckenlänge beträgt 15 Kilometer (vermessen nach den Richtlinien des DLV). Während der Veranstaltung ist die Strecke für den Verkehr gesperrt. Im Vorfeld der Veranstaltung stehen Shuttlebusse zur Verfügung, die die Teilnehmer von Soest zum Startbereich nach Werl fahren. Für die Kleidung werden in Werl Kleiderbeutel ausgegeben, die dann in den Zielbereich nach Soest transportiert werden.
Neben dem 15-km-Hauptlauf gibt es Kinder- und Schülerläufe, einen 5-km-Lauf, sowie verschiedene Wanderveranstaltungen (zum Beispiel Nordic Walking).

## Geschichte
Der Silvesterlauf wurde 1982 von der Westfalenpost ins Leben gerufen. Die Streckenlänge betrug in den ersten beiden Jahren (1982 und 1983) 14,6 Kilometer. Seit 1984 beträgt die Streckenlänge 15 Kilometer.
Im Jahr 1986 stellte der für den Marathonclub Menden startende belgische Langstreckenläufer Jean Weijts den bis heute gültigen Streckenrekord mit 43:33 Minuten bei den Männern auf (Stand 2022). Bei den Frauen stellte Gabriela Wolf im Jahr 1984 den ersten Streckenrekord auf, der sechs Jahre später, im Jahr 1990 von Claudia Metzner mit 52:04 Minuten gebrochen wurde. Zwei Jahre später verbesserte Metzner ihren eigenen Streckenrekord um 52 Sekunden auf 51:12 Minuten. Dieser Streckenrekord hielt 26 Jahre, bis Laura Hottenrott diesen im Jahr 2019 um 12 Sekunden auf 51:00 Minuten verbesserte. Vier Jahre später, im Jahr 2023, verbesserte Laura Hottenrott ihren eigenen Streckenrekord auf 49:31 Minuten und blieb damit als erste Frau unter der Marke von 50 Minuten.
Sigrid Wulsch vom SV Menden 1864 gewann den Silvesterlauf zwischen 1987 und 1997 insgesamt siebenmal und ist damit Rekordsiegerin. Bei den Männern gewannen Jean Weijts zwischen 1984 und 1991, sowie Ansgar Varnhagen vom LG Olympia Dortmund zwischen 2002 und 2006, den Silvesterlauf fünfmal und sind damit Rekordsieger bei den Männern. Diese drei Läufer werden daher auch als Könige des Silvesterlaufes bezeichnet.
Am 31. Dezember 2018 konnten Fabienne Amrhein und Amanal Petros ihre Titel aus dem Vorjahr erfolgreich verteidigen.

## Siegerliste

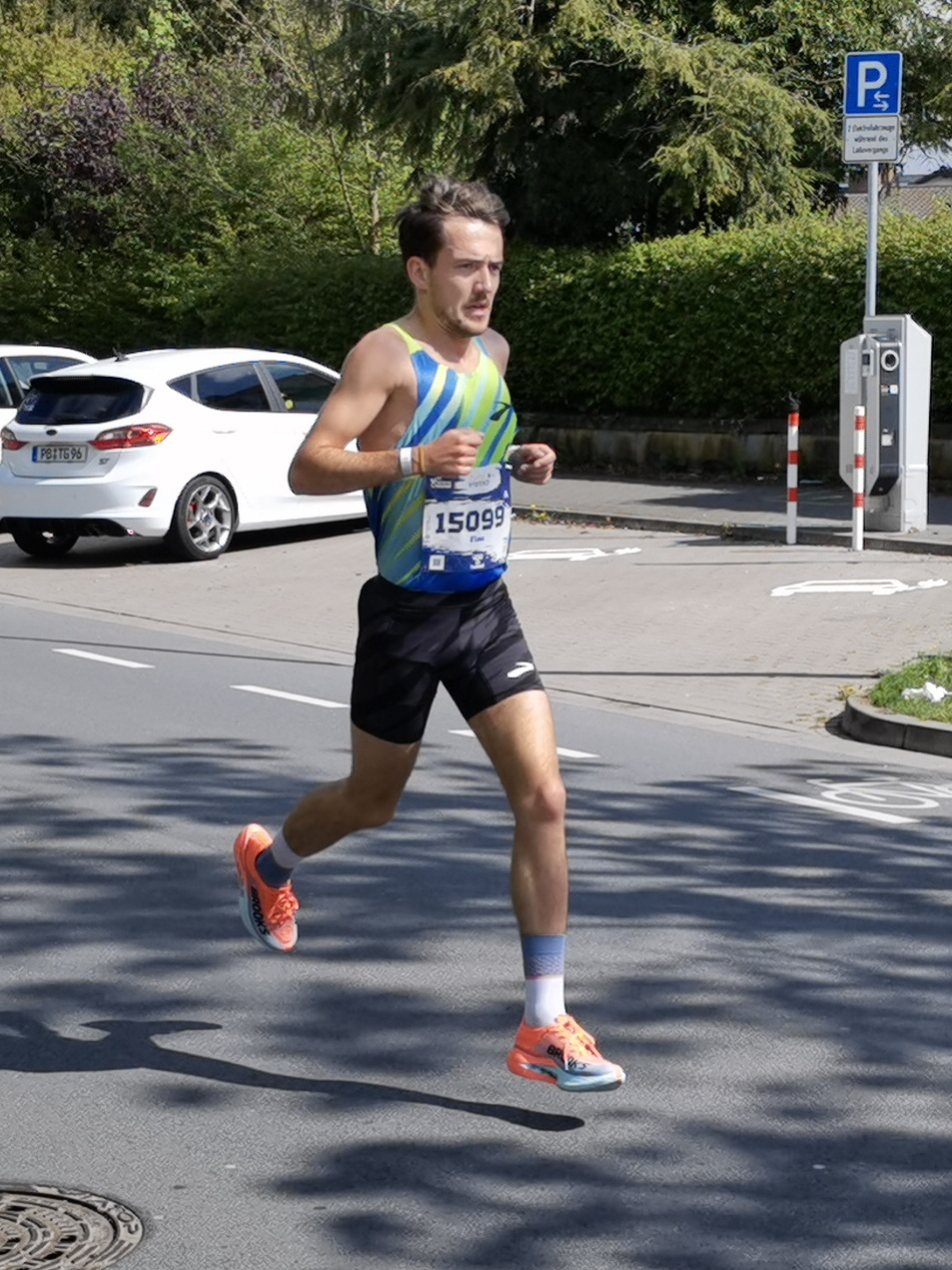
Tim Wagner gewann 2023 und 2024 den Silvesterlauf

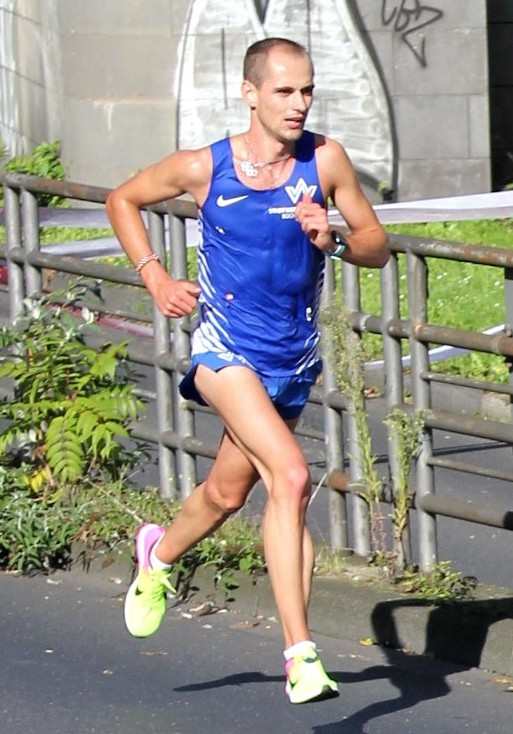
Hendrik Pfeiffer gewann den Silvesterlauf 2019.

### Streckenrekorde

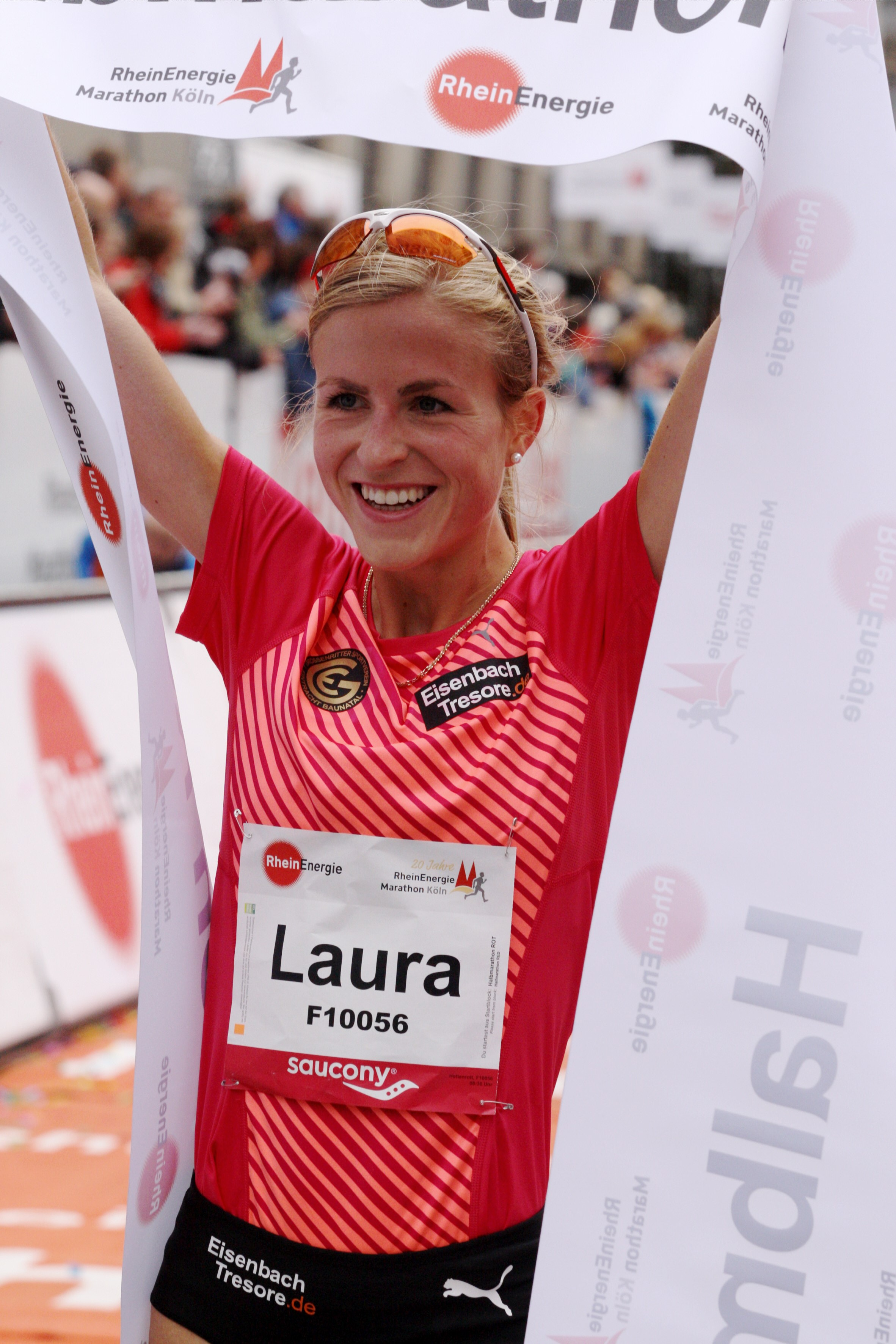
Laura Hottenrott hält den aktuellen Streckenrekord bei den Frauen.

Die Streckenrekorde der vermessenen 15 km Distanz (ab 1984  1):
- Männer: Jean Weijts, 1986, 43:33 min
- Frauen: Laura Hottenrott, 2023, 49:31 min

### Siegerliste
| Jahr   | Männer                                                                | Zeit                                                                  | Frauen                                                                | Zeit                                                                  |
| ------ | --------------------------------------------------------------------- | --------------------------------------------------------------------- | --------------------------------------------------------------------- | --------------------------------------------------------------------- |
| 2024   | Tim Wagner -2-                                                        | 45:22                                                                 | Anna Büttner                                                          | 50:47                                                                 |
| 2023   | Tim Wagner -1-                                                        | 45:35                                                                 | Laura Hottenrott -4-                                                  | 49:31                                                                 |
| 2022   | Sascha van Staa                                                       | 48:07                                                                 | Kiara Nahen                                                           | 52:57                                                                 |
| 2021   | Veranstaltung fand aufgrund der COVID-19-Pandemie nur virtuell statt. | Veranstaltung fand aufgrund der COVID-19-Pandemie nur virtuell statt. | Veranstaltung fand aufgrund der COVID-19-Pandemie nur virtuell statt. | Veranstaltung fand aufgrund der COVID-19-Pandemie nur virtuell statt. |
| 2020   | Veranstaltung fand aufgrund der COVID-19-Pandemie nur virtuell statt. | Veranstaltung fand aufgrund der COVID-19-Pandemie nur virtuell statt. | Veranstaltung fand aufgrund der COVID-19-Pandemie nur virtuell statt. | Veranstaltung fand aufgrund der COVID-19-Pandemie nur virtuell statt. |
| 2019   | Hendrik Pfeiffer                                                      | 44:27                                                                 | Laura Hottenrott -3-                                                  | 0:51:00                                                               |
| 2018   | Amanal Petros -2-                                                     | 44:39                                                                 | Fabienne Amrhein -2-                                                  | 0:51:45                                                               |
| 2017   | Amanal Petros -1-                                                     | 45:51                                                                 | Fabienne Amrhein -1-                                                  | 0:53:03                                                               |
| 2016   | Leif Gunkel                                                           | 47:40                                                                 | Laura Hottenrott -2-                                                  | 0:55:00                                                               |
| 2015   | Ejob Solomun                                                          | 45:18                                                                 | Laura Hottenrott -1-                                                  | 0:53:19                                                               |
| 2014   | Thorben Dietz                                                         | 46:05                                                                 | Annika Gomell                                                         | 0:53:49                                                               |
| 2013   | Dominik Fabianowski -2-                                               | 47:37                                                                 | Sabrina Mockenhaupt -2-                                               | 0:51:54                                                               |
| 2012   | Torsten Graw                                                          | 45:58                                                                 | Nina Stöcker                                                          | 0:55:16                                                               |
| 2011   | Dominik Fabianowski -1-                                               | 47:47                                                                 | Sabrina Mockenhaupt -1-                                               | 0:53:33                                                               |
| 2010   | Daniel Schmidt                                                        | 46:44                                                                 | Heike Bienstein -4-                                                   | 0:55:36                                                               |
| 2009   | Christian Schreiner                                                   | 48:25                                                                 | Heike Bienstein -3-                                                   | 0:55:22                                                               |
| 2008   | Lars Haferkamp                                                        | 47:45                                                                 | Heike Bienstein -2-                                                   | 0:54:35                                                               |
| 2007   | Alexander Brushinski                                                  | 48:03                                                                 | Heike Bienstein -1-                                                   | 0:54:35                                                               |
| 2006   | Ansgar Varnhagen -5-                                                  | 46:37                                                                 | Petra Maak                                                            | 0:55:56                                                               |
| 2005   | Ansgar Varnhagen -4-                                                  | 47:13                                                                 | Karin Mester                                                          | 0:58:27                                                               |
| 2004   | Ansgar Varnhagen -3-                                                  | 47:26                                                                 | Eva Maria Stöwer                                                      | 0:51:53                                                               |
| 2003   | Ansgar Varnhagen -2-                                                  | 46:55                                                                 | Katharina Schley                                                      | 0:53:56                                                               |
| 2002   | Ansgar Varnhagen -1-                                                  | 49:32                                                                 | Kerstin Meisa                                                         | 0:57:33                                                               |
| 2001   | Georg Diettrich-2-                                                    | 46:27                                                                 | Waltraud Klostermann -3-                                              | 0:56:56                                                               |
| 2000   | Georg Diettrich -1-                                                   | 47:00                                                                 | Elke Saalbach                                                         | 0:56:32                                                               |
| 1999   | Lars Hunold -2-                                                       | 46:50                                                                 | Waltraud Klostermann -2-                                              | 0:56:04                                                               |
| 1998   | Lars Hunold -1-                                                       | 46:57                                                                 | Waltraud Klostermann -1-                                              | 0:56:01                                                               |
| 1997   | Sebastian Bürklein                                                    | 46:44                                                                 | Sigrid Wulsch -7-                                                     | 0:55:10                                                               |
| 1996   | Christoph Schöning                                                    | 47:37                                                                 | Sigrid Wulsch -6-                                                     | 0:57:20                                                               |
| 1995   | Mark Ostendarp                                                        | 46:18                                                                 | Luminita Zaituc                                                       | 0:53:12                                                               |
| 1994   | Jens Wilky -3-                                                        | 45:24                                                                 | Sigrid Wulsch -5-                                                     | 0:53:38                                                               |
| 1993   | Jens Wilky -2-                                                        | 45:19                                                                 | Claudia Metzner -2-                                                   | 0:51:12                                                               |
| 1992   | Jens Wilky -1-                                                        | 45:26                                                                 | Sigrid Wulsch -4-                                                     | 0:54:01                                                               |
| 1991   | Jean Weijts -5-                                                       | 45:21                                                                 | Sigrid Wulsch -3-                                                     | 0:54:44                                                               |
| 1990   | Volker Welzel & Alfons Struch                                         | 45:31                                                                 | Claudia Metzner -1-                                                   | 0:52:04                                                               |
| 1989   | Malcolm Edwards -2-                                                   | 45:44                                                                 | Maria Pautmeier                                                       | 0:54:36                                                               |
| 1988   | Malcolm Edwards -1-                                                   | 45:18                                                                 | Sigrid Wulsch -2-                                                     | 0:52:44                                                               |
| 1987   | Jean Weijts -4-                                                       | 45:17                                                                 | Sigrid Wulsch -1-                                                     | 0:52:39                                                               |
| 1986   | Jean Weijts -3-                                                       | 43:33                                                                 | Regina Neuhaus-Stieglitz                                              | 0:54:20                                                               |
| 1985   | Jean Weijts -2-                                                       | 46:18                                                                 | Gabriela Wolf -3-                                                     | 0:53:43                                                               |
| 1984   | Jean Weijts -1-                                                       | 45:24                                                                 | Gabriela Wolf -2-                                                     | 0:52:29                                                               |
| 1983 1 | Volker Welzel                                                         | 43:19                                                                 | Gabriela Wolf -1-                                                     | 0:50:32                                                               |
| 1982 1 | Manfred Schoeneberg                                                   | 46:05                                                                 | Gertrud Nau                                                           | 1:03:35                                                               |

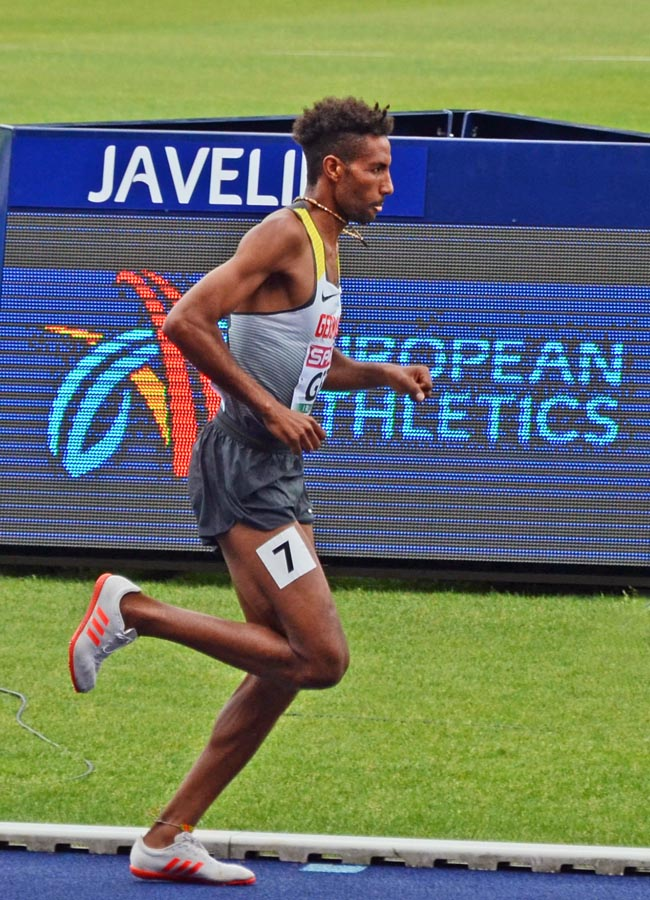
Amanal Petros gewann 2017 und 2018 den Silvesterlauf zweimal hintereinander
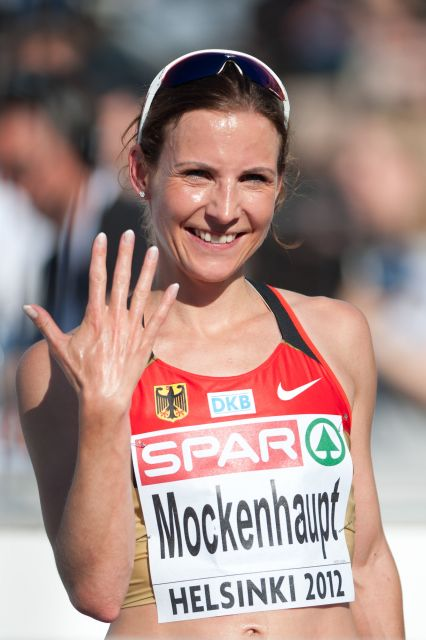
Sabrina Mockenhaupt gewann 2011 und 2013 zweimal den Silvesterlauf
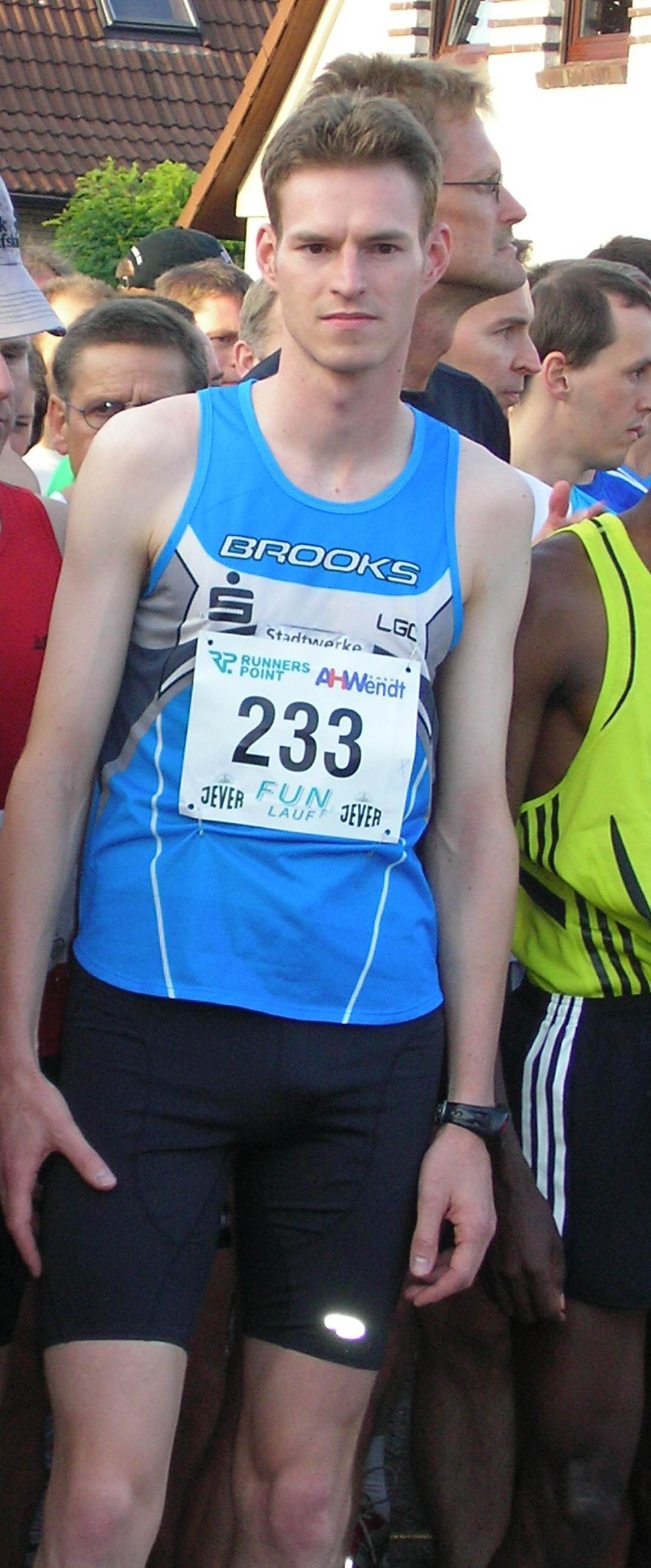
Ansgar Varnhagen gewann den Silvesterlauf zwischen 2002 und 2006 fünfmal hintereinander
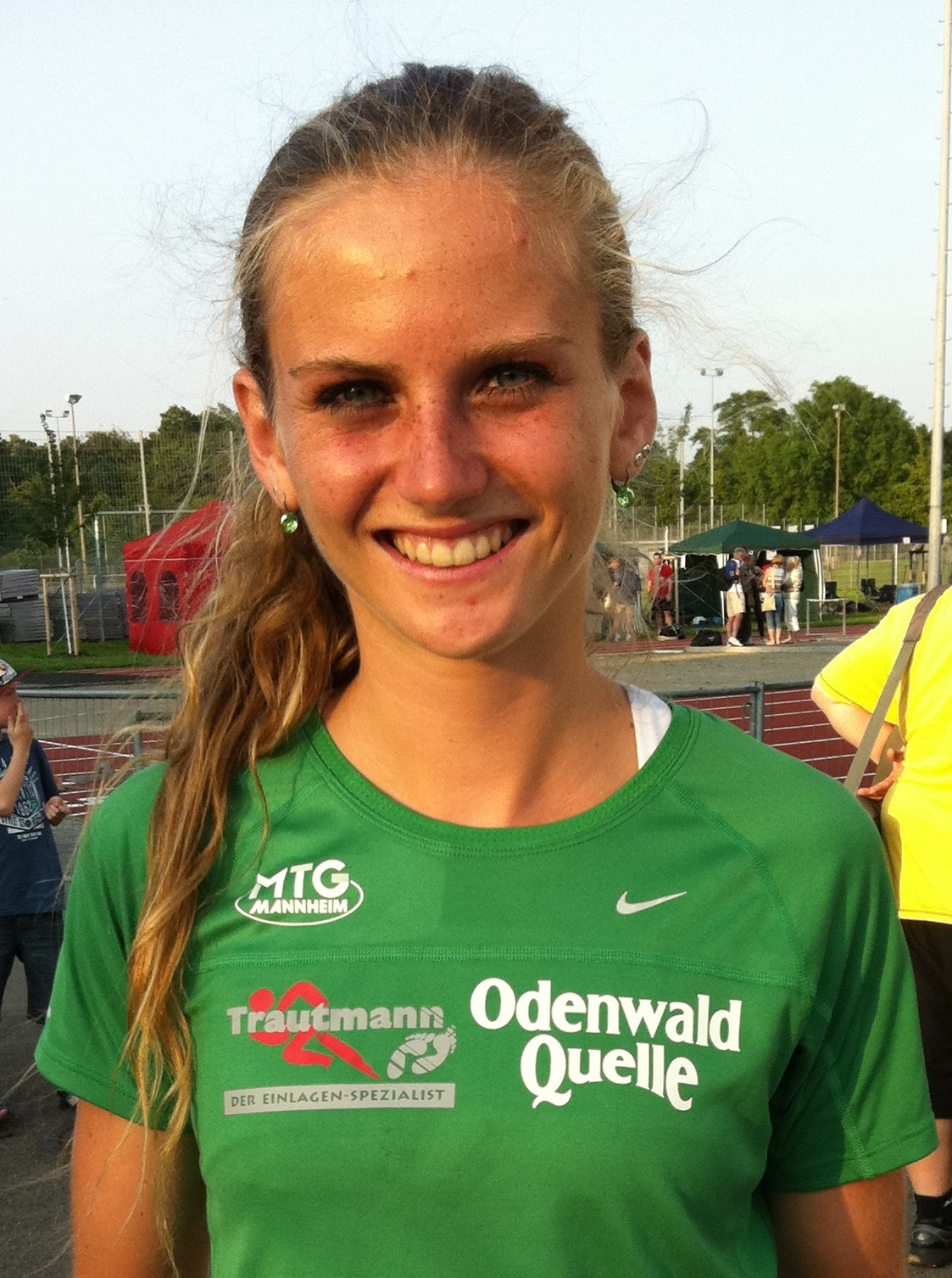
Fabienne Königstein gewann 2017 und 2018 zweimal den Silvesterlauf
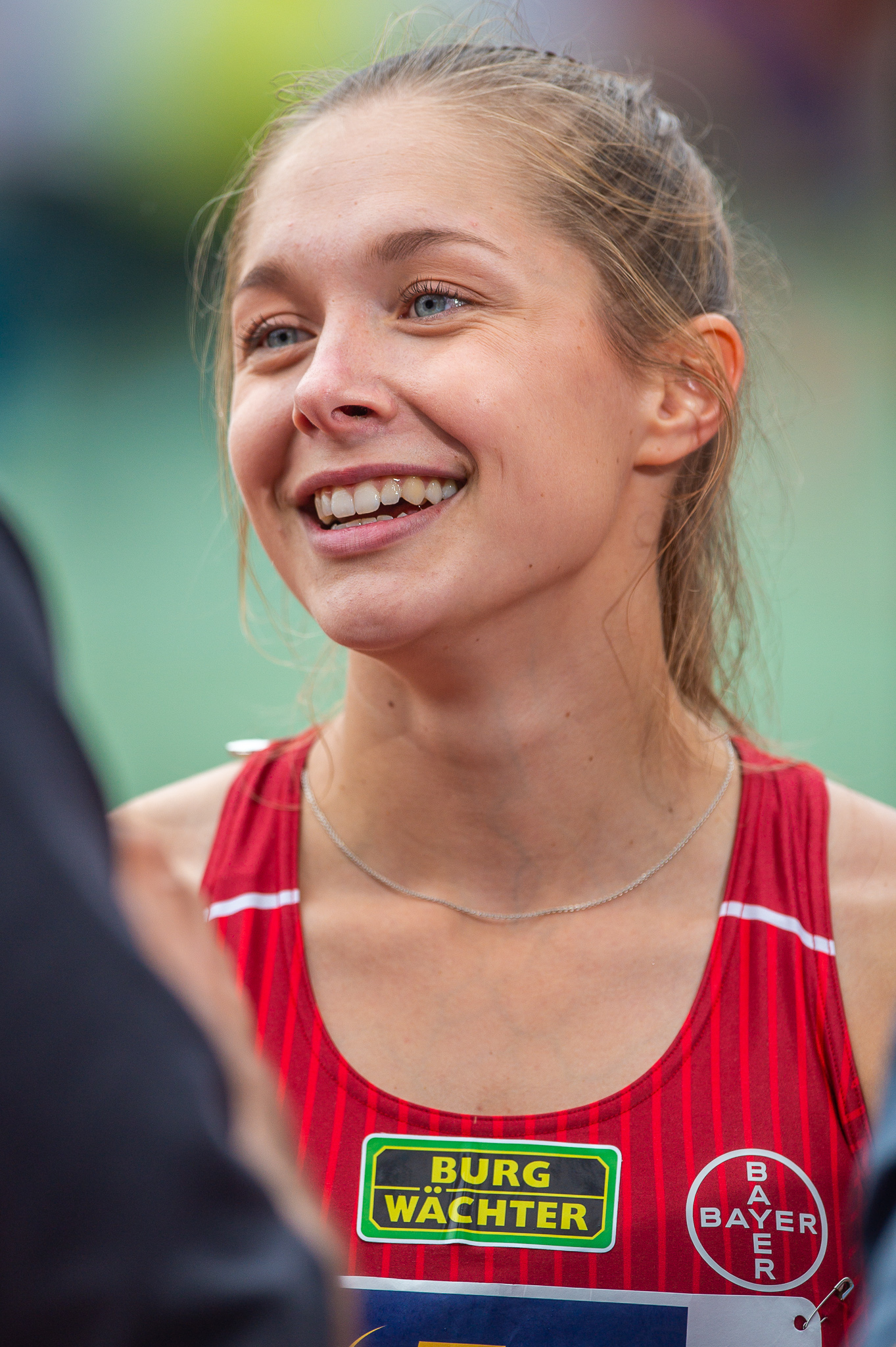
Gina Lückenkemper belegte 2008 als Zwölfjährige den zweiten Platz im 5-km-Lauf bei den Frauen

## Trivia
- Gina Lückenkemper, die spätere Europameisterin über 100 m und Sportlerin des Jahres, belegte beim 5-km-Lauf im Jahr 2008 als Zwölfjährige den zweiten Platz bei den Frauen.[7]

### Videos
Bericht mit Livemitschnitten vom Silvesterlauf von Werl nach Soest 2022 auf YouTube von Günter Schrodt:
- Teil 1 – Start zum 41. Silvesterlauf von Werl nach Soest an der Werler Stadthalle
- Teil 2 – Das Rennen von der Stadthalle Werl zum Soester Marktplatz
- Teil 3 – Siegerehrung 15 Kilometer
- Teil 4 – Start der Wanderer, Kinder- und Schülerläufe
- Teil 5 – Start der Walking- und Nodic-Walking-Wettbewerbe